# Operazione Golfo 1
L'operazione Golfo 1 è stata una missione internazionale svolta dalla Marina Militare italiana tra la fine del 1987 e la fine del 1988 insieme ad altre marine occidentali a protezione traffico marittimo mercantile.
Dopo anni di guerra in cui il conflitto Iran-Iraq era in situazione di stallo, nel 1987 il Golfo Persico salì alla ribalta dell'opinione pubblica mondiale. Iran ed Iraq, di fronte all'impossibilità di risolvere la guerra sul fronte terrestre, avevano esteso le ostilità al traffico marittimo commerciale e petrolifero (coinvolgendo anche navi appartenenti a Paesi neutrali), i cui proventi erano vitali per le economie di entrambi i Paesi. Gli attacchi vennero soprattutto da parte iraniana, dando luogo a ripetuti incidenti provocati da attacchi di navi o battelli armati contro navi mercantili, impiegando mine. Le nazioni occidentali, con l'obiettivo di tutelare i propri traffici marittimi, inviarono nella zona delle unità navali che operarono inizialmente in modo scoordinato e autonomo. L'Unione europea costituì un apposito nucleo di comando presso la sede del Consiglio UEO a Londra, col compito di coordinare gli interventi navali europei e collaborare con gli Stati Uniti. I Paesi che contribuirono attivamente all'operazione furono: Regno Unito, Francia, Italia, Paesi Bassi, Belgio. 
Tra le navi coinvolte negli attacchi, la motonave portacontainer italiana Jolly Rubino fu attaccata nella notte tra il 2 e il 3 settembre 1987 da parte dei Guardiani della rivoluzione iraniani al largo dell'isola di Farsi. L'attacco, in cui vennero feriti alcuni componenti dell'equipaggio, spinse il Governo italiano ad inviare un contingente della Marina Militare  nell'area, dopo che in precedenza lo stesso governo aveva deciso di non intervenire rifiutando fra l'altro le pressanti richieste degli Stati Uniti di invio di dragamine. Il contingente italiano era formato da fregate, unità logistiche e cacciamine e venne impegnato in operazioni di scorta al naviglio mercantile e di bonifica da mine navali. Per tale missione venne costituito all'uopo il 18º Gruppo Navale al comando dell'ammiraglio Angelo Mariani, futuro Capo di Stato Maggiore della Marina Militare.

## La missione
Le prime navi sono partite dal porto di Taranto il 15 settembre 1987 iniziando ad operare in zona dal 3 ottobre. L'ammiraglio Mariani il 16 agosto 1988 è stato avvicendato al comando del XVIII Gruppo navale dal capitano di vascello Mario Buracchia. La nomina dell'ammiraglio Mariani a comandante delle operazioni nel Golfo Persico aveva destato molta sorpresa, sia per il fatto che l'ammiraglio Mariani era stato appena designato quale comandante della IIa Divisione navale sia perché buona parte delle navi impegnate nella missione appartenevano alla Ia Divisione navale di stanza a La Spezia che faceva considerare inopportuna la nomina di un ufficiale legato a un'altra divisione.
Il gruppo era inizialmente composto dalle Fregate Grecale, Scirocco e Perseo (15 ottobre - 7 dicembre 1987), dal rifornitore di squadra Vesuvio (3 ottobre 1987 - 12 marzo 1988) dai cacciamine Milazzo (10 ottobre 1987 - 12 marzo 1988) Sapri (10 ottobre - 28 novembre 1987) e Vieste (12 ottobre 1987- 20 gennaio 1988) e dalla nave ausiliaria Anteo. L'8 ottobre 1987, il governo italiano autorizzò i belligeranti a ispezionare i mercantili italiani scortati da navi da guerra, purché accompagnati dai comandanti delle navi militari italiane.
Il secondo gruppo vide l'avvicendamento di tutte le unità navali ad eccezione del rifornitore Vesuvio e del cacciamine Milazzo. Le unità che fecero parte del secondo gruppo furono le fregate Lupo (12 dicembre 1987 - 17 marzo 1988), Libeccio e Zeffiro (2 dicembre 1987 - 17 marzo 1988) e il cacciamine Lerici (12 dicembre 1987 - 12 marzo 1988).
Il terzo gruppo era formato dalle fregate Aliseo (12 marzo - 16 agosto 1988), Espero e Orsa (12 marzo - 29 luglio 1988) e i cacciamine Loto e Castagno (8 marzo - 26 settembre 1988) con il rifornitore Stromboli (8 marzo - 26 settembre 1988), cui si aggiunsero le fregate Euro e Sagittario (26 luglio - 26 settembre 1988).
Nell'agosto del 1988, a 8 anni dallo scoppio delle ostilità e dopo la morte di oltre 1 milione di uomini e donne, la risoluzione n. 598 dell'ONU con la sua proposta di cessazione delle ostilità, fu inaspettatamente accettata dai due stati ormai ridotti in realtà allo stremo e il 9 agosto 1988 il Consiglio di Sicurezza poté votare la creazione dell'UNIIMOG, incaricato di sovraintendere al rispetto della tregua.  Dopo il "cessate il fuoco" la Marine occidentali inviarono cacciamine per la bonifica delle acque di accesso ai porti di Arabia Saudita, Emirati Arabi Uniti, Kuwait, Qatar, Bahrain e Oman. Il servizio si svolge senza alcun ulteriore incidente e ventidue furono le missioni di sminamento.
Al termine della missione la bandiera della Marina Militare venne decorata con la croce di cavaliere dell'Ordine militare d'Italia. La missione ha dimostrato la capacità della Marina Militare di operare in acque lontane dal Mediterraneo e al contempo la bontà dell'opera di potenziamento intrapreso con la Legge Navale del 1975  ma rendeva evidente l'improrogabile necessità di un terzo rifornitore di squadra.